# Mer (Loir-et-Cher)
Pour les articles homonymes, voir Mer (homonymie).
Mer est une commune française située dans le département de Loir-et-Cher en région Centre-Val de Loire.
Localisée au centre-nord du département, la commune fait partie de la petite région agricole « la Beauce », une vaste étendue de cultures céréalières, oléagineuses (colza) et protéagineuses (pois, féverolle, lupin), avec également de la betterave sucrière, et de la pomme de terre.
L'occupation des sols est marquée par l'importance des espaces agricoles, qui occupent plus de la moitié du territoire communal. Un espace naturel d'intérêt est présent sur la commune : un site natura 2000. En 2010, l'orientation technico-économique de l'agriculture sur la commune est la culture des céréales et des oléoprotéagineux. À l'instar du département qui a vu disparaître le quart de ses exploitations en dix ans, le nombre d'exploitations agricoles a fortement diminué, passant de 21 en 1988, à 22 en 2000, puis à 11 en 2010.
Le patrimoine architectural de la commune comprend quatre bâtiments portés à l'inventaire des monuments historiques : l'église Saint-Hilaire, classée en 1912 et inscrite en 1955, la halle de Mer, inscrite en 1987, le château de Chantecaille, inscrit en 1985, et l'église Saint-Aignan d'Herbilly, inscrite en 1946.
Au début des années 2000, se développe sur la commune, la zone d’activités industrielles et logistiques des "Portes de Chambord", un parc de 230 hectares qui accueille 55 entreprises et plus de 1 000 salariés.

## Géographie

### Localisation et communes limitrophes
La commune de Mer se trouve au centre-nord du département de Loir-et-Cher, dans la petite région agricole de la Beauce,. À vol d'oiseau, elle se situe à 18,6 km  de Blois, préfecture du département et à 22,7 km de Beauce la Romaine, chef-lieu du canton de la Beauce dont dépend la commune depuis 2015. La commune fait en outre partie du bassin de vie de Mer.
Les communes les plus proches sont : 
Courbouzon (3,3 km), Muides-sur-Loire (4,8 km), Avaray (4,9 km), Suèvres (5,4 km), Séris (5,6 km), Saint-Dyé-sur-Loire (5,8 km), La Chapelle-Saint-Martin-en-Plaine (6,4 km), Villexanton (7,1 km) et Lestiou (7,2 km).
| Villexanton                                   | Séris                 | Avaray     |
| Suèvres et La Chapelle-Saint-Martin-en-Plaine | Mer                   | Courbouzon |
| Suèvres                                       | Courbouzon et Suèvres | Courbouzon |

Mer est située entre Blois et Orléans, dans le Val de Loire, mais pas au bord de la Loire : deux kilomètres séparent en effet l'extrême sud de la ville et le fleuve.

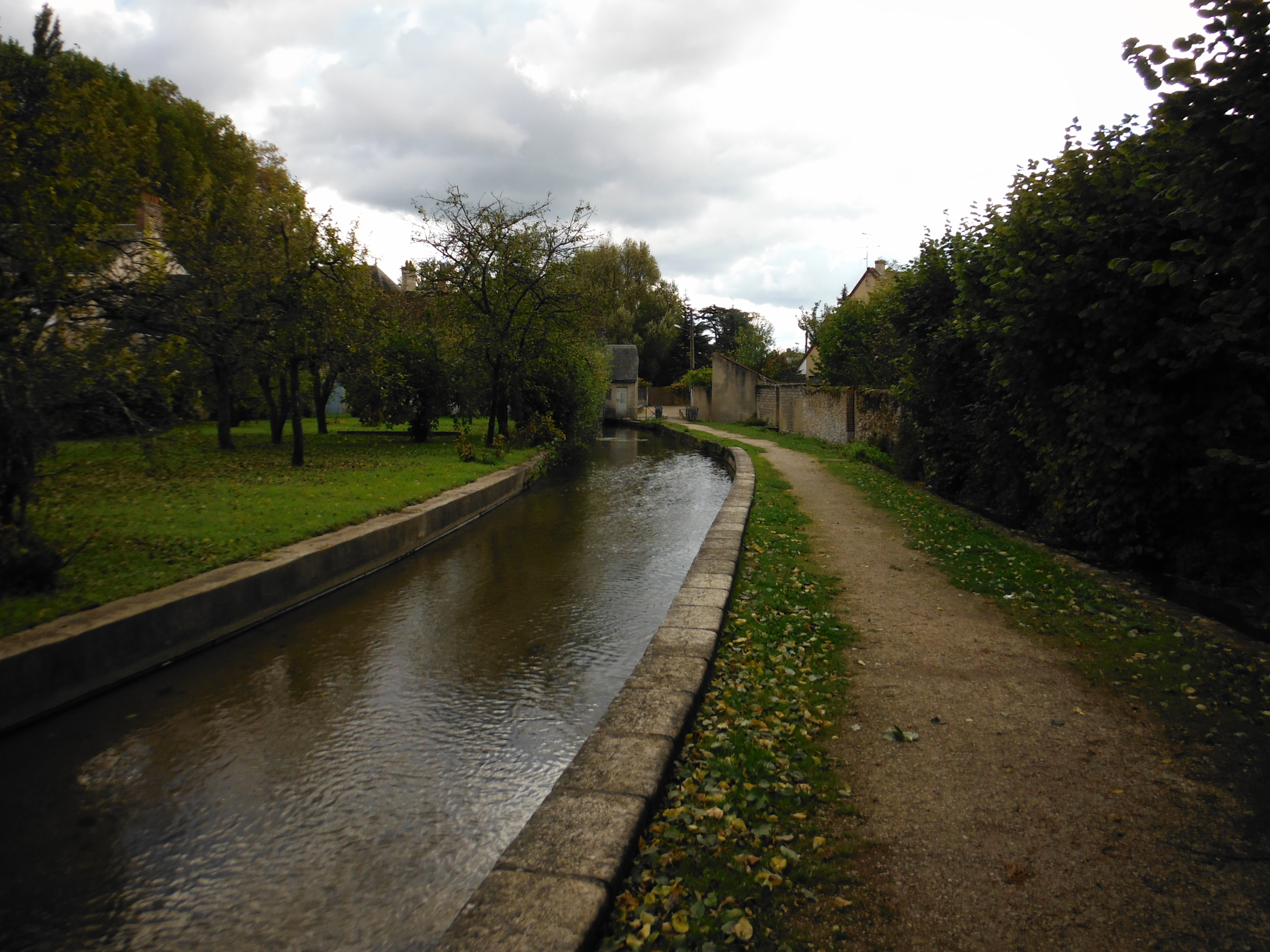
La Tronne.

Établie pour sa plus grande partie sur le plateau beauceron, la commune de Mer déborde sur le Val de Loire.
Elle a une superficie de 2 647 hectares, 49 ares et 39 centiares, d'après le nouveau cadastre (elle mesurait 2 134 hectares, 41 ares et 14 centiares, avant son mariage avec Herbilly, en 1847)[source insuffisante].

### Hydrographie
La commune est drainée par la Tronne (4,841 km) et par divers petits cours d'eau, constituant un réseau hydrographique de 11,19 km de longueur totale.
La Tronne traverse la commune du nord vers le sud. D'une longueur totale de 12,6 km, il prend sa source dans la commune de Mer et se jette  dans la Loire à Cour-sur-Loire (41), après avoir traversé 4 communes.
Sur le plan piscicole, ce cours d'eau est classé en deuxième catégorie, où le peuplement piscicole dominant est constitué de poissons blancs (cyprinidés) et de carnassiers (brochet, sandre et perche).

### Climat
Pour des articles plus généraux, voir Climat du Centre-Val de Loire et Climat de Loir-et-Cher.
En 2010, le climat de la commune est de type océanique dégradé des plaines du Centre et du Nord, selon une étude du CNRS s'appuyant sur une série de données couvrant la période 1971-2000. En 2020, Météo-France publie une typologie des climats de la France métropolitaine dans laquelle la commune est exposée à un climat océanique altéré et est dans la région climatique Moyenne vallée de la Loire, caractérisée par une bonne insolation (1 850 h/an) et un été peu pluvieux.
Pour la période 1971-2000, la température annuelle moyenne est de 11,1 °C, avec une amplitude thermique annuelle de 15,2 °C. Le cumul annuel moyen de précipitations est de 656 mm, avec 10,8 jours de précipitations en janvier et 7,3 jours en juillet. Pour la période 1991-2020, la température moyenne annuelle observée sur la station météorologique de Météo-France la plus proche, sur la commune de Saint-Léonard-en-Beauce à 18 km à vol d'oiseau, est de 11,9 °C et le cumul annuel moyen de précipitations est de 642,2 mm,. Pour l'avenir, les paramètres climatiques de la commune estimés pour 2050 selon différents scénarios d'émission de gaz à effet de serre sont consultables sur un site dédié publié par Météo-France en novembre 2022.

### Milieux naturels et biodiversité
Le réseau Natura 2000 est un réseau écologique européen de sites naturels d'intérêt écologique élaboré à partir des Directives « Habitats » et « Oiseaux ». Ce réseau est constitué de Zones spéciales de conservation (ZSC) et de Zones de protection spéciale (ZPS). Dans les zones de ce réseau, les États membres s'engagent à maintenir dans un état de conservation favorable les types d'habitats et d'espèces concernés, par le biais de mesures réglementaires, administratives ou contractuelles. L'objectif est de promouvoir une gestion adaptée des habitats tout en tenant compte des exigences économiques, sociales et culturelles, ainsi que des particularités régionales et locales de chaque État membre. Les activités humaines ne sont pas interdites, dès lors que celles-ci ne remettent pas en cause significativement l'état de conservation favorable des habitats et des espèces concernés. Une partie du territoire communal est incluse dans le site Natura 2000 : 
la « Sologne », d'une superficie de 346 184 ha.

## Urbanisme

### Typologie
Au 1er janvier 2024, Mer est catégorisée petite ville, selon la nouvelle grille communale de densité à sept niveaux définie par l'Insee en 2022.
Elle appartient à l'unité urbaine de Mer, une unité urbaine monocommunale constituant une ville isolée,. Par ailleurs la commune fait partie de l'aire d'attraction de Blois, dont elle est une commune de la couronne,. Cette aire, qui regroupe 78 communes, est catégorisée dans les aires de 50 000 à moins de 200 000 habitants,.

### Occupation des sols
Ces données sont fondées sur la base de données géographiques CORINE Land Cover (CLC), inventaire biophysique de l'occupation des terres et de son évolution au niveau européen (39 pays). Pour la France, les données proviennent du Service de la donnée et des études statistiques du ministère chargé de l'écologie auquel s'est ajouté l'Institut national de l'information géographique et forestière, en 2018.
Zones urbanisées : 322ha, soit 12%. Zones industrielles ou commerciales et réseaux de communication : 221ha, soit 8%. Terres arables : 1740ha, soit 66%. Prairies : 45ha, soit 2%. Zones agricoles hétérogènes : 167ha, soit 6%. Forêts : 151ha, soit 6%.

### Morphologie urbaine
L'urbanisation de la ville s'est faite selon un axe nord-sud, autour d'une petite rivière, la Tronne, qui serpente dans une vallée assez encaissée en se divisant parfois en de nombreux bras. Mer en tire d'ailleurs son nom, qui découle de « Mera », soit « marais ».
Tous les anciens quartiers de la ville se trouvent le long de cette rivière, sur environ de 4 kilomètres de long mais moins de 500 mètres de large :
- le centre-ville, entre la route Orléans-Blois et la voie ferrée ;
- au sud : Montcellereux, Saint-Marc, Fortineau, Barreau ;
- au nord : Aulnay (ancienne commune) ;
- les écarts : Herbilly, Villaugon, les Landes.

L'urbanisation plus récente (lotissements, le parc d'activités) s'est par la suite poursuivie de part et d'autre de la Tronne afin de donner plus d'épaisseur à la commune :
- à l'est : Cité Maunoury, les Fléchaux ;
- à l'ouest : Les Rosiers, les Berthelottes, le Cagnet ;
- au nord-ouest : Lanneray ;
- au sud-ouest : Cassandre Salviati, lotissement et clos Saint-Marc ;
- au sud-est : Les Coteaux, les Dorées, les Revaux ;
- la zone d'activités, au nord-est.

### Planification
En matière de planification, la commune disposait en 2017 d'un plan local d'urbanisme approuvé. Par ailleurs, à la suite de la loi ALUR (loi pour l'accès au logement et un urbanisme rénové) de mars 2014, un plan local d'urbanisme intercommunal couvrant le territoire de la Communauté de communes Beauce Val de Loire a été prescrit le 9 février 2015.

### Habitat et logement
Le tableau ci-dessous présente la typologie des logements à Mer en 2016 en comparaison avec celle du Loir-et-Cher et de la France entière. Une caractéristique marquante du parc de logements est ainsi une proportion de résidences secondaires et logements occasionnels (10,9 %) inférieure à celle du département (18 %) mais supérieure à celle de la France entière (9,6 %). Concernant le statut d'occupation de ces logements, 83,6 % des habitants de la commune sont propriétaires de leur logement (82,1 % en 2011), contre 68,1 % pour le Loir-et-Cher et 57,6 pour la France entière.
|                                                         | Mer  | Loir-et-Cher | France entière |
| ------------------------------------------------------- | ---- | ------------ | -------------- |
| Résidences principales (en %)                           | 79,9 | 74,5         | 82,3           |
| Résidences secondaires et logements occasionnels (en %) | 10,9 | 18           | 9,6            |
| Logements vacants (en %)                                | 9,2  | 7,5          | 8,1            |

### Risques majeurs
Le territoire communal de Mer est vulnérable à différents aléas naturels : inondations (par débordement de la Loire ou par ruissellement), climatiques (hiver exceptionnel ou canicule), mouvements de terrains ou sismique (sismicité très faible) 11 avril 2020
Il est également exposé à deux risques technologiques : le risque nucléaire et  le transport de matières dangereuses,.

#### Risques naturels

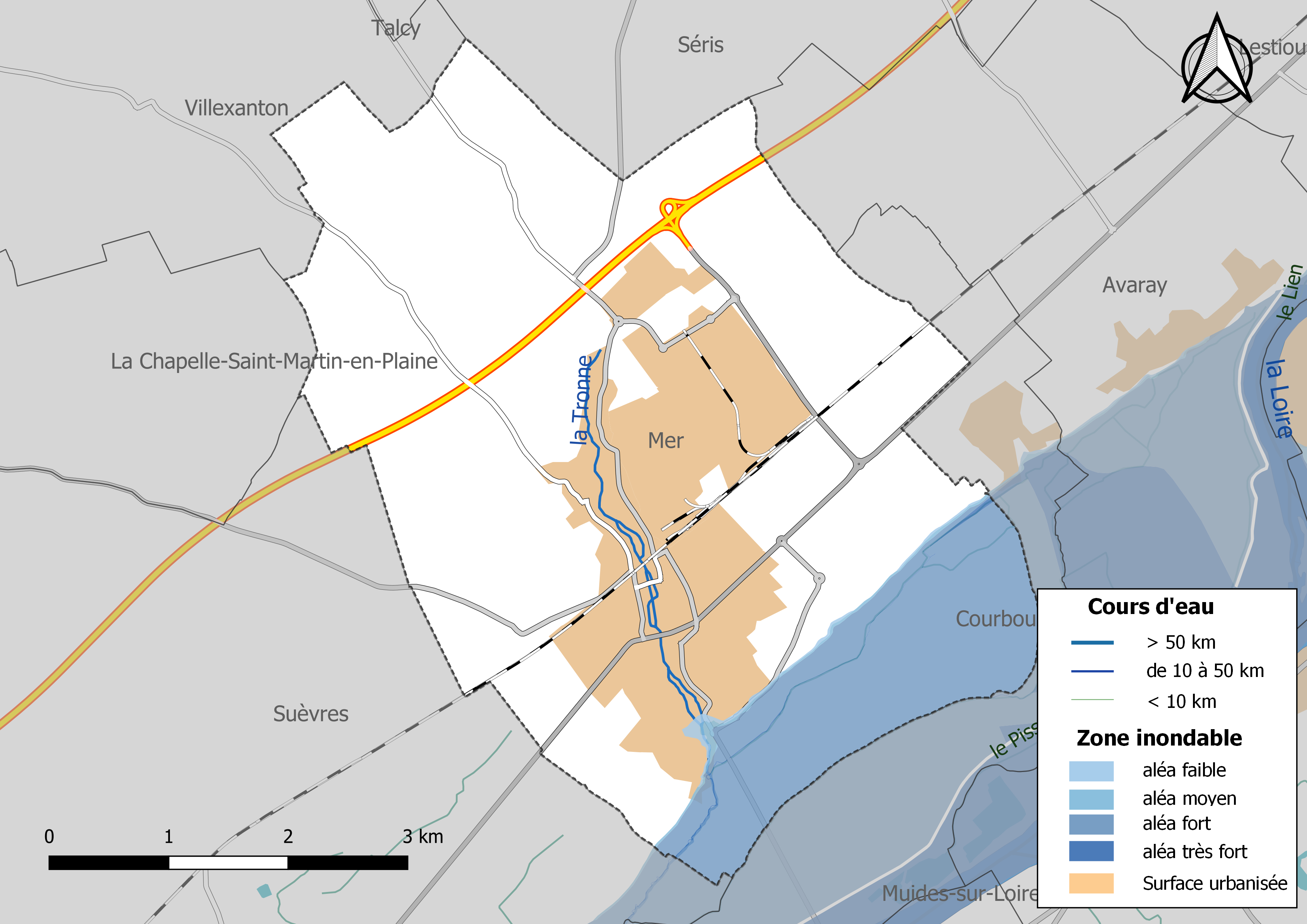
Zones inondables de la commune de Mer.

Les mouvements de terrains susceptibles de se produire sur la commune sont liés au retrait-gonflement des argiles. Le phénomène de retrait-gonflement des argiles est la conséquence d'un changement d'humidité des sols argileux. Les argiles sont capables de fixer l'eau disponible mais aussi de la perdre en se rétractant en cas de sécheresse. Ce phénomène peut provoquer des dégâts très importants sur les constructions (fissures, déformations des ouvertures) pouvant rendre inhabitables certains locaux. La carte de zonage de cet aléa peut être consultée sur le site de l'observatoire national des risques naturels Georisques.
En Loir-et-Cher, les crues de la Loire représentent des volumes d'eau et des débits quatre à cinq fois supérieurs à ceux du Cher et du Loir : la superficie des zones et l'ampleur des dégâts peuvent être considérables. Les crues historiques sont celles de 1846 (6,60 m à l'échelle de Blois), 1856 (6,78 m), 1866 (6,70 m), 1907 (5,63 m) et 2003 (3,78 m). Le débit maximal historique est de 5 100 m3/s (crue de 1846) et caractérise une crue de retour centennal. Le risque d'inondation est pris en compte dans l'aménagement du territoire de la commune par le biais du Plan de prévention du risque inondation (PPRI) de la Loire amont.

#### Risques technologiques
La totalité du territoire de la commune peut être concernée par le risque nucléaire. En cas d'accident grave, certaines installations nucléaires sont susceptibles de rejeter dans l'atmosphère de l'iode radioactif. Or la commune se situe partiellement à l'intérieur du périmètre de 20 km du Plan particulier d'intervention de la centrale nucléaire de Saint-Laurent-des-Eaux. À ce titre les habitants de la commune, comme tous ceux résidant dans le périmètre proche de 20 km de la centrale ont bénéficié, à titre préventif, d'une distribution de comprimés d'iode stable dont l'ingestion avant rejet radioactif permet de pallier les effets sur la thyroïde d'une exposition à de l'iode radioactif. En cas d'incident ou d'accident nucléaire, des consignes de confinement ou d'évacuation peuvent être données et les habitants peuvent être amenés à ingérer, sur ordre du préfet, les comprimés en leur possession,.
Le risque de transport de marchandises dangereuses sur la commune est lié à sa traversée par des infrastructures routières et ferroviaires importantes et la présence d'une canalisation de transport de gaz. Un accident se produisant sur de telles infrastructures est en effet susceptible d'avoir des effets graves au bâti ou aux personnes jusqu'à 350 m, selon la nature du matériau transporté. Des dispositions d'urbanisme peuvent être préconisées en conséquence.

## Histoire
La commune fut chef-lieu de district de 1790 à 1795.

## Politique et administration

### Découpage territorial

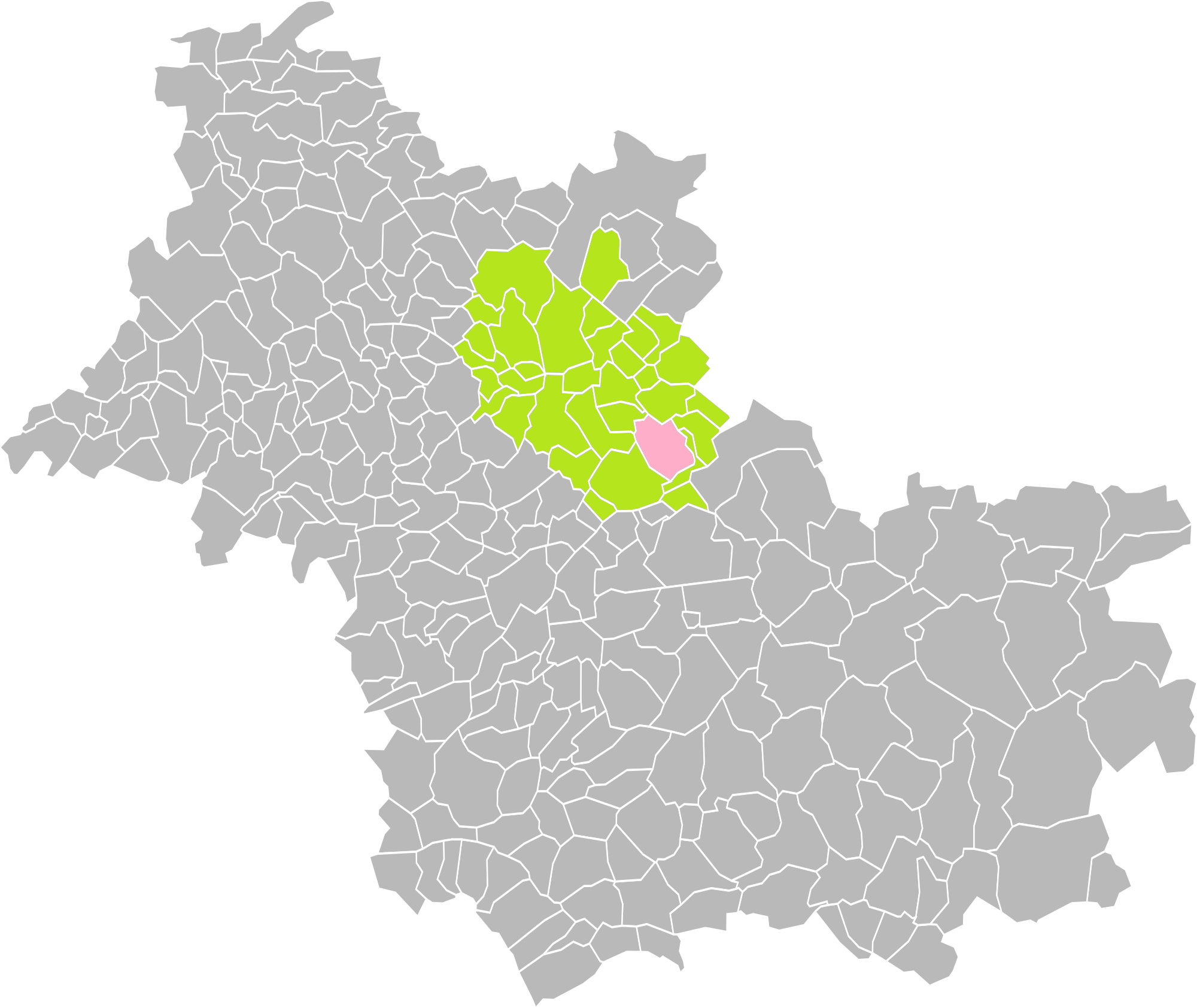
Mer dans l'intercommunalité en 2016.

La commune de Mer est membre de la Communauté de communes Beauce Val de Loire, un établissement public de coopération intercommunale (EPCI) à fiscalité propre créé le 1er janvier 2016.
Elle est rattachée sur le plan administratif à l'arrondissement de Blois, au département de Loir-et-Cher et à la région Centre-Val de Loire, en tant que circonscriptions administratives. Sur le plan électoral, elle est rattachée au canton de la Beauce depuis 2015 pour l'élection des conseillers départementaux et à la troisième circonscription de Loir-et-Cher pour les élections législatives.

### Politique et administration municipale

#### Conseil municipal et maire
| Période   | Période              | Identité      | Étiquette | Qualité |
| --------- | -------------------- | ------------- | --------- | --- |
| 1945      | 1959                 | René Dutems   | DVD       | Négociant en vin et distillateur Conseiller général du Canton de Mer (1945-1958)                                                          |
| 1959      | 1977                 | Robert Bauer  | DVD       | Directeur de société Conseiller général du Canton de Mer (1958-1982)                                                                      |
| mars 1977 | juin 1995            | Pierre Pépin  | PS        | Électricien, employé à la centrale nucléaire de Saint-Laurent-des-Eaux, Ingénieur                                                         |
| juin 1995 | mai 2016 (démission) | Claude Denis  | UMP-LR    | Retraité Conseiller général du Canton de Mer (1982-2015) puis départemental du Canton de la Beauce Président de la Communauté de Communes |
| mai 2016  | 2020                 | Raymond Gervy | DVD       | Ingénieur agricole |
| 2020      | En cours             | Vincent Robin | DVG       | Formateur et Coordinateur en prévention                                                                                                   |

### Politique de développement durable
La commune s'est engagée dans une politique de développement durable en lançant une démarche d'Agenda 21.

### Tendances politiques et résultats
Les personnalités exerçant une fonction élective dont le mandat est en cours et en lien direct avec le territoire de la commune de Mer sont les suivantes :
| Élection     | Territoire          | Titre                         | Nom              | Début de mandat  | Fin de mandat |
| ------------ | ------------------- | ----------------------------- | ---------------- | ---------------- | ------------- |
| Municipales  | Mer                 | Maire                         | Raymond Gervy    | 9 mai 2016       |               |
| Cantonales   | Mer                 | Conseiller général            | Claude Denis     | 16 mars 2008     | 2015          |
| Législatives | 3e circonscription  | Député                        | Maurice Leroy    | 10 juin 2012     | juin 2017     |
| Régionales   | Centre-Val de Loire | Président du conseil régional | François Bonneau | 7 septembre 2007 |               |

### Jumelages
- Kinver (Royaume-Uni) depuis 1987.

Le comité de jumelage, fondé en 1987 par P. Pépin et D.D. Hermminf (maires respectifs de Mer et Kinver), organise chaque année des échanges d'une semaine, alternativement en France et en Angleterre.

## Population et société

### Démographie

#### Évolution démographique
L'évolution du nombre d'habitants est connue à travers les recensements de la population effectués dans la commune depuis 1793. Pour les communes de moins de 10 000 habitants, une enquête de recensement portant sur toute la population est réalisée tous les cinq ans, les populations de référence des années intermédiaires étant quant à elles estimées par interpolation ou extrapolation. Pour la commune, le premier recensement exhaustif entrant dans le cadre du nouveau dispositif a été réalisé en 2004.

En 2022, la commune comptait 6 294 habitants, en évolution de +0,29 % par rapport à 2016 (Loir-et-Cher : −1,15 %, France hors Mayotte : +2,11 %).
| 1793  | 1800  | 1806  | 1821  | 1831  | 1836  | 1841  | 1846  | 1851  |
| ----- | ----- | ----- | ----- | ----- | ----- | ----- | ----- | ----- |
| 4 500 | 3 507 | 4 020 | 3 531 | 3 733 | 3 878 | 3 686 | 3 900 | 4 233 |

| 1856  | 1861  | 1866  | 1872  | 1876  | 1881  | 1886  | 1891  | 1896  |
| ----- | ----- | ----- | ----- | ----- | ----- | ----- | ----- | ----- |
| 3 965 | 4 166 | 4 269 | 4 058 | 4 021 | 4 029 | 4 046 | 4 029 | 3 797 |

| 1901  | 1906  | 1911  | 1921  | 1926  | 1931  | 1936  | 1946  | 1954  |
| ----- | ----- | ----- | ----- | ----- | ----- | ----- | ----- | ----- |
| 3 585 | 3 595 | 3 578 | 3 223 | 3 165 | 2 912 | 2 746 | 2 821 | 3 055 |

| 1962  | 1968  | 1975  | 1982  | 1990  | 1999  | 2004  | 2006  | 2009  |
| ----- | ----- | ----- | ----- | ----- | ----- | ----- | ----- | ----- |
| 3 477 | 4 600 | 5 158 | 5 886 | 5 950 | 5 884 | 5 830 | 5 734 | 6 053 |

| 2014  | 2019  | 2022  | - | - | - | - | - | - |
| ----- | ----- | ----- | - | - | - | - | - | - |
| 6 197 | 6 171 | 6 294 | - | - | - | - | - | - |

#### Pyramide des âges
La population de la commune est relativement jeune.
En 2018, le taux de personnes d'un âge inférieur à 30 ans s'élève à 33,6 %, soit au-dessus de la moyenne départementale (31,3 %). À l'inverse, le taux de personnes d'âge supérieur à 60 ans est de 30,9 % la même année, alors qu'il est de 31,6 % au niveau départemental.
En 2018, la commune comptait 2 981 hommes pour 3 224 femmes, soit un taux de 51,96 % de femmes, légèrement supérieur au taux départemental (51,45 %).
Les pyramides des âges de la commune et du département s'établissent comme suit.
| Hommes | Classe d’âge | Femmes |
| ------ | ------------ | ------ |
| 1,2    | 90 ou +      | 2,5    |
| 8,3    | 75-89 ans    | 11,3   |
| 18,0   | 60-74 ans    | 20,4   |
| 17,4   | 45-59 ans    | 17,3   |
| 18,4   | 30-44 ans    | 17,9   |
| 16,0   | 15-29 ans    | 14,0   |
| 20,7   | 0-14 ans     | 16,6   |

| Hommes | Classe d’âge | Femmes |
| ------ | ------------ | ------ |
| 1,1    | 90 ou +      | 2,6    |
| 9,2    | 75-89 ans    | 11,9   |
| 19,7   | 60-74 ans    | 20,4   |
| 20,7   | 45-59 ans    | 20     |
| 16,5   | 30-44 ans    | 16,2   |
| 15,2   | 15-29 ans    | 13,2   |
| 17,6   | 0-14 ans     | 15,7   |

## Enseignement
Mer est situé dans l'académie d'Orléans-Tours (Zone B) et compte plusieurs établissements scolaires :
- Etablissements publics
  - Ecole maternelle publique Les Merolles
  - Ecole maternelle publique la Brêche
  - Ecole élémentaire publique Cassandre Salviati
  - Collège Pierre de Ronsard
- Etablissements privés*
  - Ecole primaire privée Notre-Dame et Saint-Joseph
  - Collège privé Notre-Dame Saint-Joseph

## Économie

### Secteurs d'activité
Le tableau ci-dessous détaille le nombre d'entreprises implantées à Mer selon leur secteur d'activité et le nombre de leurs salariés :
|                                                              | total | % com (% dep) | 0 salarié | 1 à 9 salarié(s) | 10 à 19 salariés | 20 à 49 salariés | 50 salariés ou plus |
| ------------------------------------------------------------ | ----- | ------------- | --------- | ---------------- | ---------------- | ---------------- | ------------------- |
| Ensemble                                                     | 459   | 100,0 (100)   | 299       | 110              | 22               | 17               | 11                  |
| Agriculture, sylviculture et pêche                           | 20    | 4,4 (11,8)    | 17        | 3                | 0                | 0                | 0                   |
| Industrie                                                    | 37    | 8,1 (6,5)     | 15        | 13               | 2                | 5                | 2                   |
| Construction                                                 | 55    | 12,0 (10,3)   | 32        | 16               | 4                | 2                | 1                   |
| Commerce, transports, services divers                        | 289   | 63,0 (57,9)   | 196       | 71               | 12               | 5                | 5                   |
| dont commerce et réparation automobile                       | 75    | 16,3 (17,5)   | 43        | 25               | 5                | 1                | 1                   |
| Administration publique, enseignement, santé, action sociale | 58    | 12,6 (13,5)   | 39        | 7                | 4                | 5                | 3                   |
| Champ : ensemble des activités.                              |       |               |           |                  |                  |                  |                     |

Le secteur du commerce, transports et services divers est prépondérant sur la commune (289 entreprises sur 459).
Sur les 459 entreprises implantées à Mer en 2016, 299 ne font appel à aucun salarié, 110 comptent 1 à 9 salariés, 22 emploient entre 10 et 19 personnes.17 emploient entre 20 et 49 personnes.
La ville a été fortement touchée en 2000 par la fermeture de l'usine d'Épéda, usine qui comptait environ 1000 employés dans les années 80 (aventure humaine mise en image par Luc Decaster dans le film « Rêve d'usine » ; le documentaire "Epéda, une histoire à Mer" est également consacré à cette fermeture d'usine).

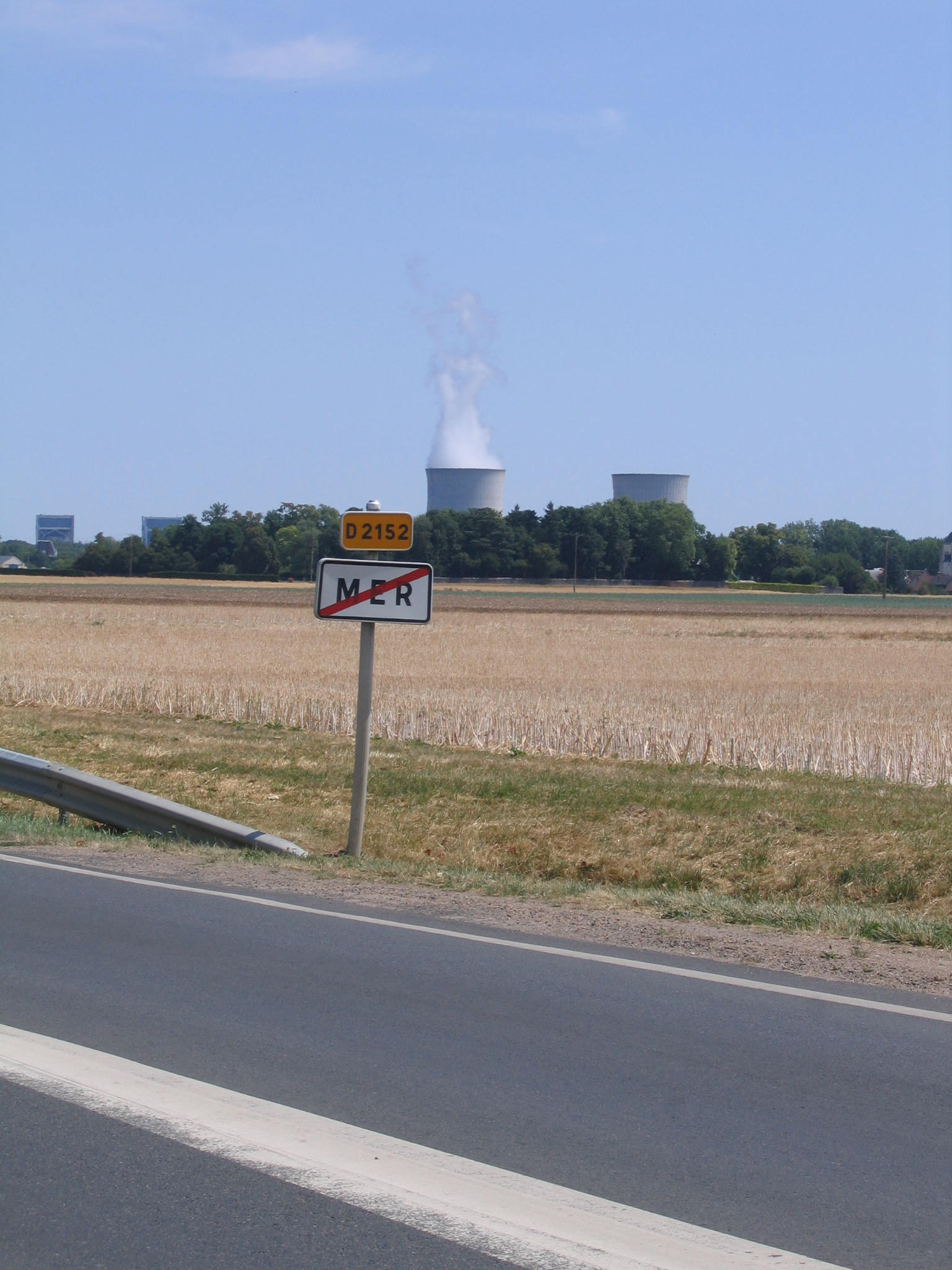
La centrale de Saint-Laurent vue depuis Mer

Cet épisode a succédé à un autre événement important : la fermeture de deux des réacteurs de la centrale de Saint-Laurent-des-Eaux au début des années 1990 (de nombreux employés du centre de production nucléaire de Saint-Laurent-des-Eaux habitaient à Mer, d'où les conséquences sur l'économie locale).
Cela a eu des conséquences sur l'évolution de la population. Après la forte croissance des années 1950 à 1980, la population s'est mise à stagner, voire régresser au début des années 2000.
Depuis, la ville et la communauté de communes investissent dans la réalisation d'un important parc d'activités de plus de 200 hectares, nommé « Les Portes de Chambord ». Les travaux de réalisation ont débuté en avril 2005.
Le but est de tirer parti de la situation géographique de la ville de Mer dans le val de Loire, sur l'axe Lille-Paris-Bordeaux-Espagne, et de ses infrastructures de transports : autoroute A10 (ouverture d'un échangeur à hauteur de Mer en 1992), voie ferrée avec gare, route départementale Blois-Orléans.
La cible principale du parc d'activités est l'activité logistique, tout en offrant également des possibilités d'implantation pour d'autres catégories d'entreprises, notamment des PME, afin d'éviter le phénomène de mono-industrialisation qui a été autrefois préjudiciable à la commune.
Depuis, plusieurs activités se sont implantées sur le parc d'activités des Portes de Chambord, notamment : 
- Transformation de l'ancien site Epéda en plate-forme logistique Amazon depuis 2003.
- Le 25 septembre 2006 s'est ouvert sur le site une plateforme Colissimo, regroupant ceux de Blois, Ingré et de Saint-Pierre-des-Corps (6 ha, 220 emplois).
- Depuis 2007, création d'une plate-forme Deret-Prologis devant couvrir à terme 180 000 m2 de bâtiments sur 55 ha de terrain[57].
- En 2009, implantation de la plate-forme de BUT INTERNATIONAL, bâtiment de 60 000 m2 assurant, en complément d'un bâtiment sur l'ancien site Epéda, la logistique des magasins But. Depuis le site sont distribués dans toute la France les produits blancs (électro ménager), les canapés et les articles de décoration[58].
- Début 2012, le groupe CAUVAL Industrie a transféré son usine de fabrication de matelas TRECA sur le parc d'activités des Portes de Chambord. Une usine neuve a été construite en remplacement de celle de Beaugency, obsolète. Le transfert a concerné 170 emplois[59].
- En 2014, la société EUROCOATINGS (peinture industrielle) transfèrera son unité de production depuis Blois vers Mer (60 emplois)[60]

D'autres installations de PME ont eu lieu sur le parc d'activités, concernant des activités diversifiées : serrurerie, métallurgie, signalisation routière, location de grues, bureaux d'études, restauration, etc.
Parmi les entreprises implantées sur Mer, on peut également citer : 
- L'entité Crédit Agricole Titres dont le siège social est à MER est une filiale du Crédit Agricole qui assure le métier de teneur de compte-conservation dans le secteur “Retail” pour le compte des Caisses régionales du Crédit Agricole et de LCL.
- L'entreprise Sillinger, entreprises de bateaux pneumatiques pour les armées et également pour les loisirs. Elle a notamment remporté en 2013 un contrat auprès du ministère de la Défense pour la gendarmerie maritime et pour l'armée de terre[61],[62].

Entre 2000 et 2007, la commune de Mer a ainsi regagné 491 emplois, soit la 3e plus forte hausse du département (source : Observatoire de l'Économie et des Territoires de Loir-et-Cher, diagnostic départemental de l'habitat).
Depuis 2007, la population de Mer est de nouveau en augmentation.

### Controverses
Le parc d'activités des Portes de Chambord étant bientôt saturé, la communauté de communes Beauce Val de Loire prépare l’extension de la zone : Parc industriel et logistique des Portes de Chambord II. En 2020, le groupe Panhard Developpement acquiert du foncier sur la zone du nouveau parc et projette d’y construire trois bâtiments de 100 000 m2, 40 000 m2 et 20 000 m2 à destination d’activités de logistique.
En opposition à ce projet, le collectif A bas le béton est créé par Noé Petit et Vanessa Lamorlette-Pingard. Après plusieurs mobilisations sur la commune, le projet est suspendu par un recours déposé par A bas le béton en mai 2022.
Dans le parc d’activités des Portes de Chambord, d’autres projets de plateformes logistiques sont projetés, A bas le béton s’y oppose et dénonce le modèle du “tout logistique” peu diversifié, l’artificialisation des sols, l’impact sur la biodiversité, la circulation des camions, une dégradation du cadre de vie des habitants ou encore le peu d'emploi à l'hectare. Les élus quant à eux défendent des retombées fiscales.
En 2024, un dernier projet de construction d’une plateforme logistique de 43 000 m2 fait polémique dans la commune en raison de sa proximité avec les habitations. Selon A bas le béton, le projet viole le code de l'environnement et porte atteinte au cadre de vie des riverains. Noé Petit annonce le dépôt d'un recours pour contester l'autorisation préfectorale accordée le 8 mars 2024.

### Agriculture
En 2010, l'orientation technico-économique de l'agriculture sur la commune est la culture de céréales et d'oléoprotéagineux (COP). Le département a perdu près d'un quart de ses exploitations en 10 ans, entre 2000 et 2010 (c'est le département de la région Centre-Val de Loire qui en compte le moins). Cette tendance se retrouve également au niveau de la commune où le nombre d'exploitations est passé de 37 en 1988 à 22 en 2000 puis à 11 en 2010. Parallèlement, la taille de ces exploitations augmente, passant de 62 ha en 1988 à 136 ha en 2010.
Le tableau ci-dessous présente les principales caractéristiques des exploitations agricoles de Mer, observées sur une période de 22 ans : 
|                                      | 1988                 | 2000                 | 2010                 |
| Dimension économique                 | Dimension économique | Dimension économique | Dimension économique |
| ------------------------------------ | -------------------- | -------------------- | -------------------- |
| Nombre d'exploitations (u)           | 37                   | 22                   | 11                   |
| Travail (UTA)                        | 99                   | 34                   | 19                   |
| Surface agricole utilisée (ha)       | 2 283                | 2 224                | 1 498                |
| Cultures                             |                      |                      |                      |
| Terres labourables (ha)              | 2 143                | 2 195                | 1 495                |
| Céréales (ha)                        | 1467                 | 1456                 | 974                  |
| dont blé tendre (ha)                 | 910                  | 773                  | 351                  |
| dont maïs-grain et maïs-semence (ha) | 129                  | 138                  | 101                  |
| Tournesol (ha)                       | 239                  | s                    | 47                   |
| Colza et navette (ha)                | 285                  | 267                  | 207                  |
| Élevage                              |                      |                      |                      |
| Cheptel (UGBTA)                      | 107                  | 34                   | 0                    |

#### Produits labellisés
Le territoire de la commune est intégré aux aires de productions de divers produits bénéficiant d'une indication géographique protégée (IGP) : le vin Val-de-loire et les volailles de l’Orléanais,.

## Culture locale et patrimoine

### Voies
| 184 odonymes recensés à Mer (Loir-et-Cher) au 23 février 2014 | 184 odonymes recensés à Mer (Loir-et-Cher) au 23 février 2014 | 184 odonymes recensés à Mer (Loir-et-Cher) au 23 février 2014 | 184 odonymes recensés à Mer (Loir-et-Cher) au 23 février 2014 | 184 odonymes recensés à Mer (Loir-et-Cher) au 23 février 2014 | 184 odonymes recensés à Mer (Loir-et-Cher) au 23 février 2014 | 184 odonymes recensés à Mer (Loir-et-Cher) au 23 février 2014 | 184 odonymes recensés à Mer (Loir-et-Cher) au 23 février 2014 | 184 odonymes recensés à Mer (Loir-et-Cher) au 23 février 2014 | 184 odonymes recensés à Mer (Loir-et-Cher) au 23 février 2014 | 184 odonymes recensés à Mer (Loir-et-Cher) au 23 février 2014 | 184 odonymes recensés à Mer (Loir-et-Cher) au 23 février 2014 | 184 odonymes recensés à Mer (Loir-et-Cher) au 23 février 2014 | 184 odonymes recensés à Mer (Loir-et-Cher) au 23 février 2014 | 184 odonymes recensés à Mer (Loir-et-Cher) au 23 février 2014 | 184 odonymes recensés à Mer (Loir-et-Cher) au 23 février 2014 |
| ------------------------------------------------------------- | ------------------------------------------------------------- | ------------------------------------------------------------- | ------------------------------------------------------------- | ------------------------------------------------------------- | ------------------------------------------------------------- | ------------------------------------------------------------- | ------------------------------------------------------------- | ------------------------------------------------------------- | ------------------------------------------------------------- | ------------------------------------------------------------- | ------------------------------------------------------------- | ------------------------------------------------------------- | ------------------------------------------------------------- | ------------------------------------------------------------- | ------------------------------------------------------------- |
| Allée                                                         | Avenue                                                        | Bld                                                           | Chemin                                                        | Clos                                                          | Cour                                                          | Impasse                                                       | Passage                                                       | Place                                                         | Pont                                                          | Route                                                         | Rue                                                           | Ruelle                                                        | 0                                                             | 14                                                            | 184                                                           |
| Notes « N »                                                   | Notes « N »                                                   | 1.                                                            | 1.                                                            | 1.                                                            | 1.                                                            | 1.                                                            | 1.                                                            | 1.                                                            | 1.                                                            | 1.                                                            | 1.                                                            | 1.                                                            | 1.                                                            | 1.                                                            | 1.                                                            |
| Sources : rue-ville.info & perche-gouet.net & OpenStreetMap   |                                                               |                                                               |                                                               |                                                               |                                                               |                                                               |                                                               |                                                               |                                                               |                                                               |                                                               |                                                               |                                                               |                                                               |                                                               |

### Lieux et monuments

#### Lieux de cultes
- Église Notre-Dame, Aulnay ;
- Église Saint-Hilaire au clocher de style gothique flamboyant (XVIe siècle, reconstruite au XVIIIe siècle, classée aux monuments historiques[83] depuis 1912) ;
- Église Saint-Aignan (inscrite aux Monuments historiques[84]) dont le clocher a été restauré en 2010, Herbilly ;
- Chapelle Saint-Hubert, Villaugon ;
- Temple protestant, Aulnay.

#### Monuments civils
- Ancienne mairie (en face de l'église Saint-Hilaire) ;
- Halle aux grains, construite entre 1859 et 1861, style néo-classique, dont l'élévation et la toiture sont classés[85], a été restaurée en 2011 ; le fronton ouest comporte une sculpture représentant « L'Agriculture distribuant des couronnes aux enfants de Beauce et de Sologne », œuvre de Pierre Loison, natif de la commune[86] ;
- Musée de la Corbillière[87], installé dans un immeuble du XVIIIe siècle, collections et expositions (outils et costumes traditionnels, œuvres d'artiste comme Alexandre Bigot (céramiste)) ;
- Château de Chantecaille (XVe et XVIIe siècles) dont certains éléments sont protégés au titre des monuments historiques[88] ;
- Château de Beaumont ;
- Moulins et lavoirs de la vallée de la Tronne, traversant Mer du nord-est au sud-ouest et se jetant dans la Loire.

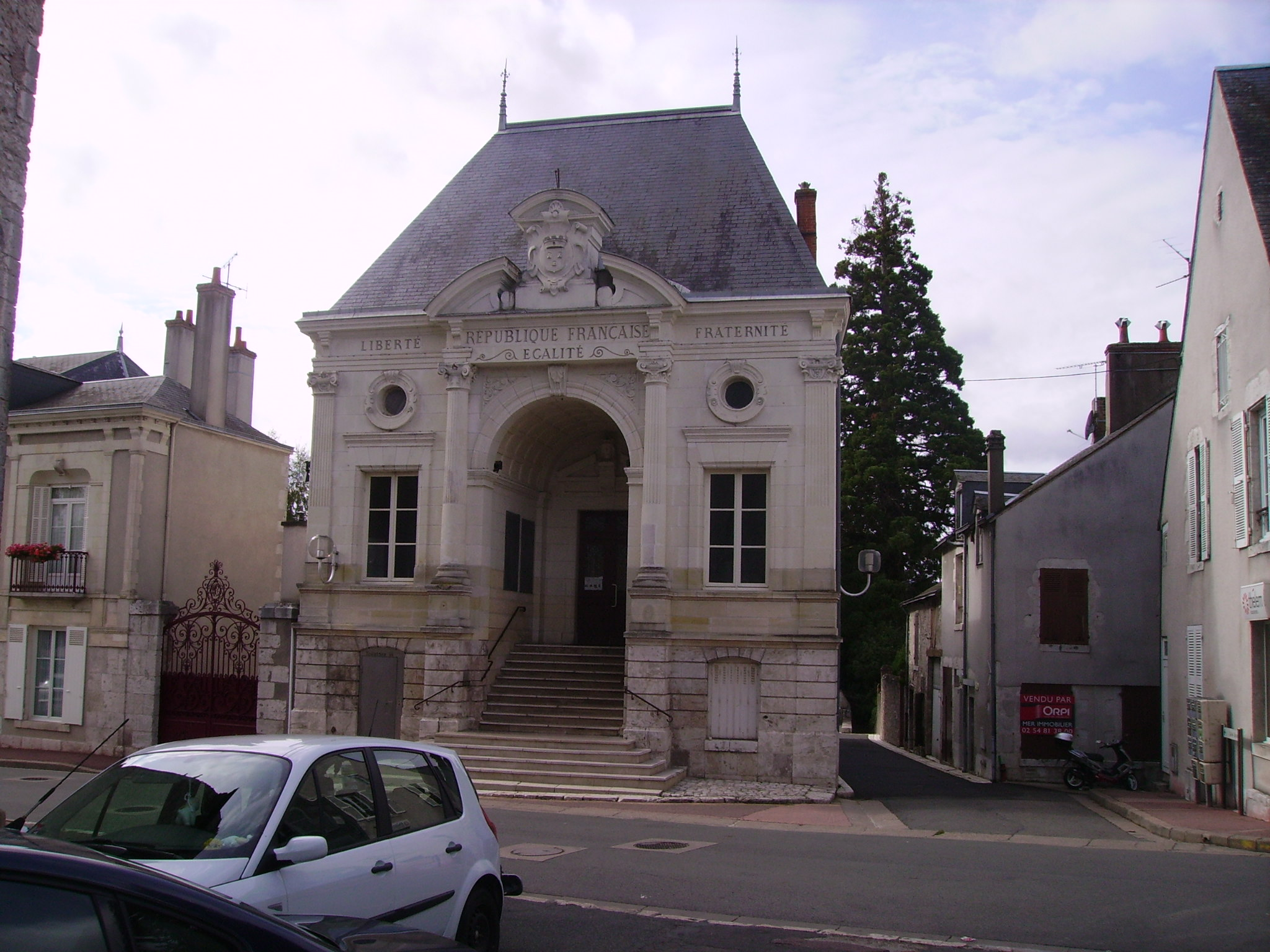
Ancienne mairie.
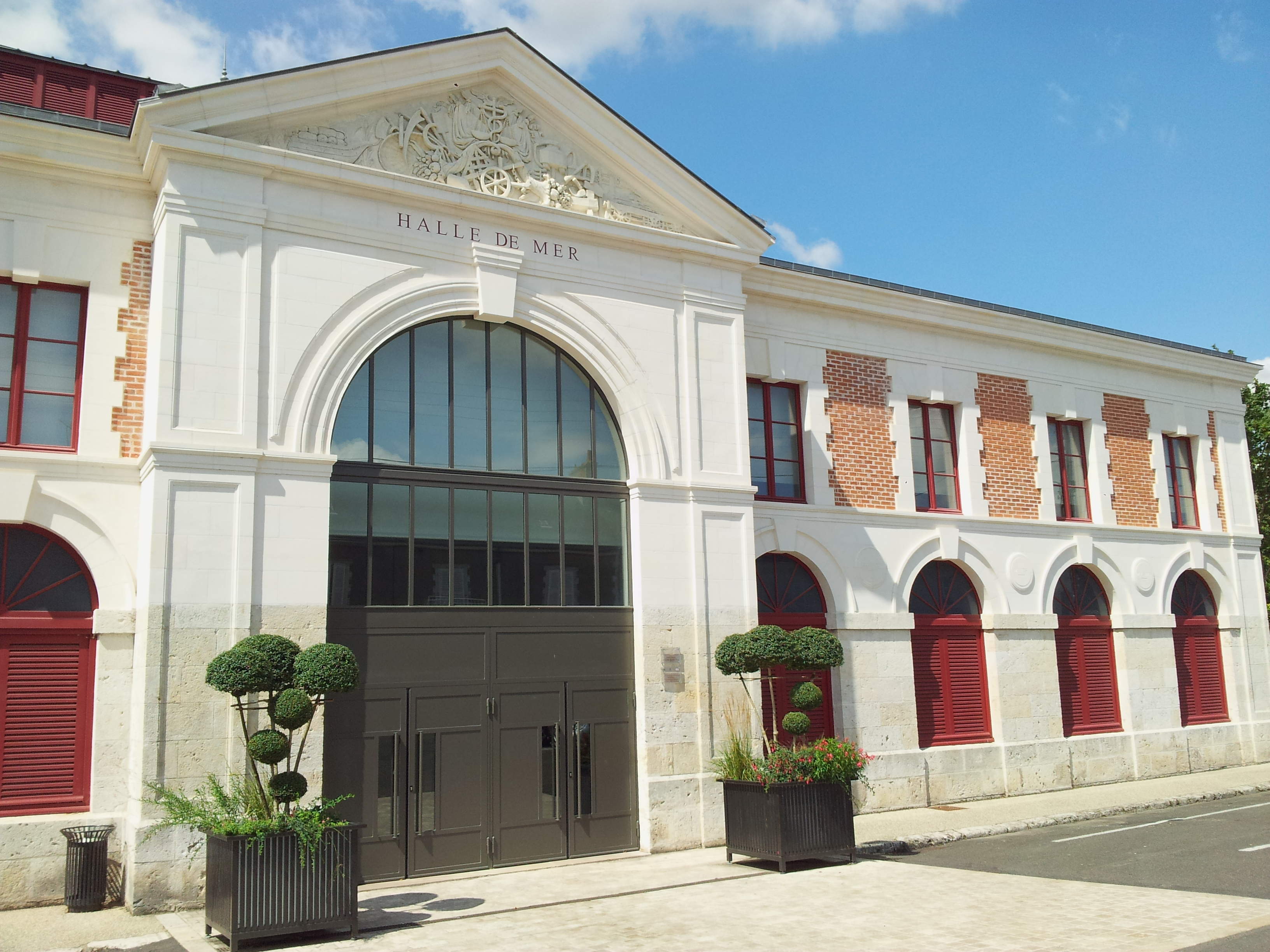
Halle aux grains.
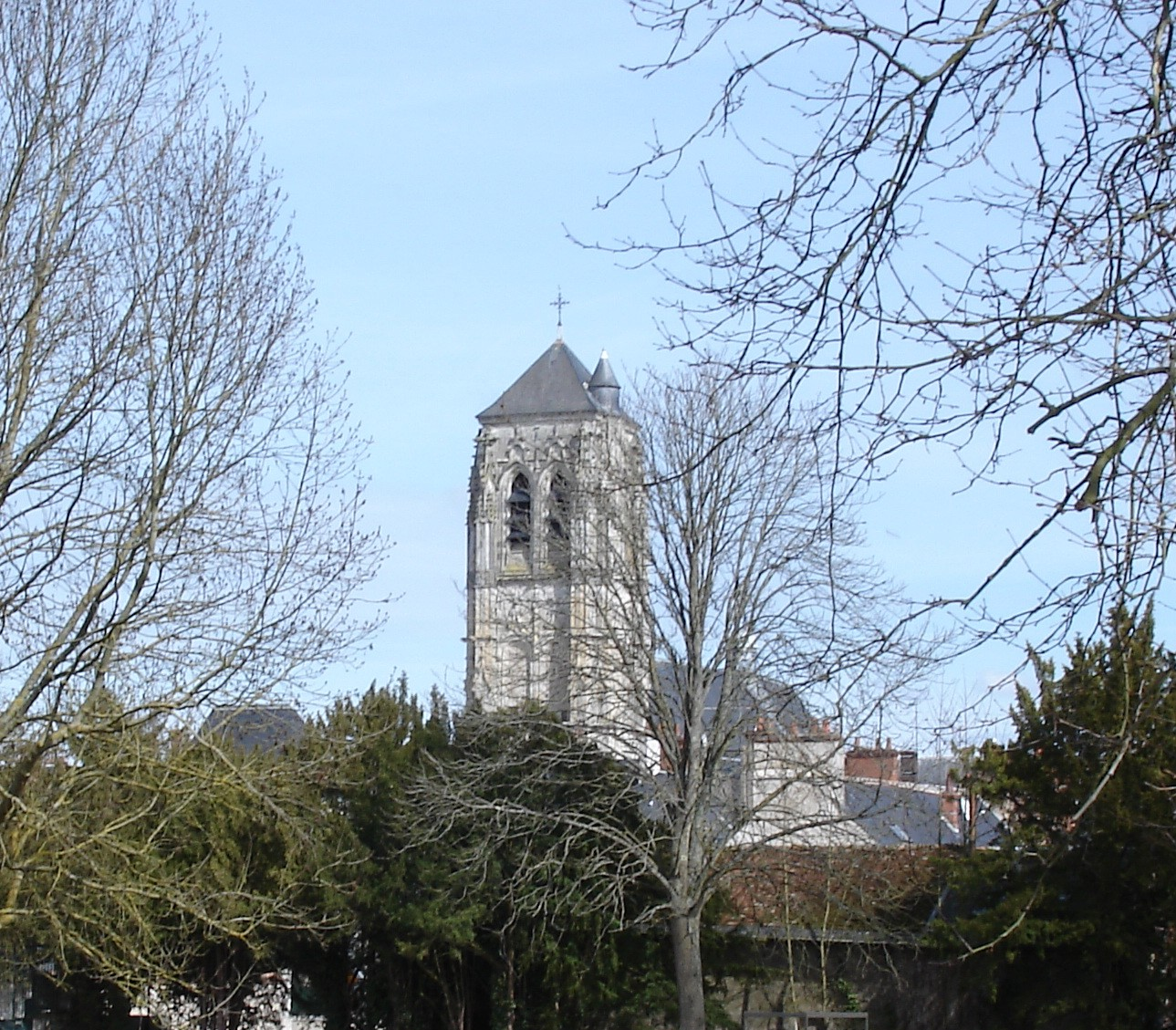
Église Saint-Hilaire.
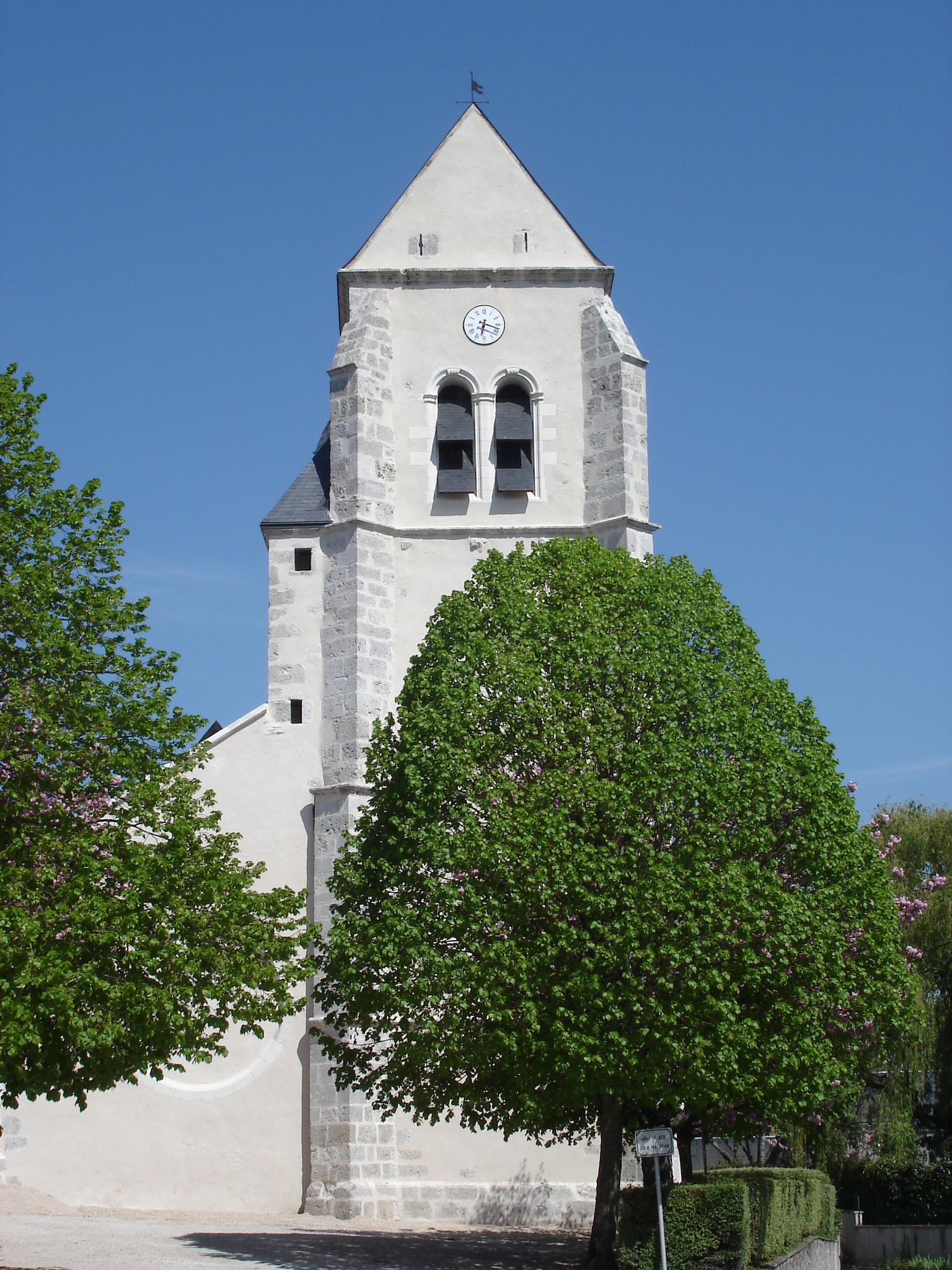
Église Saint-Aignan, Herbilly.
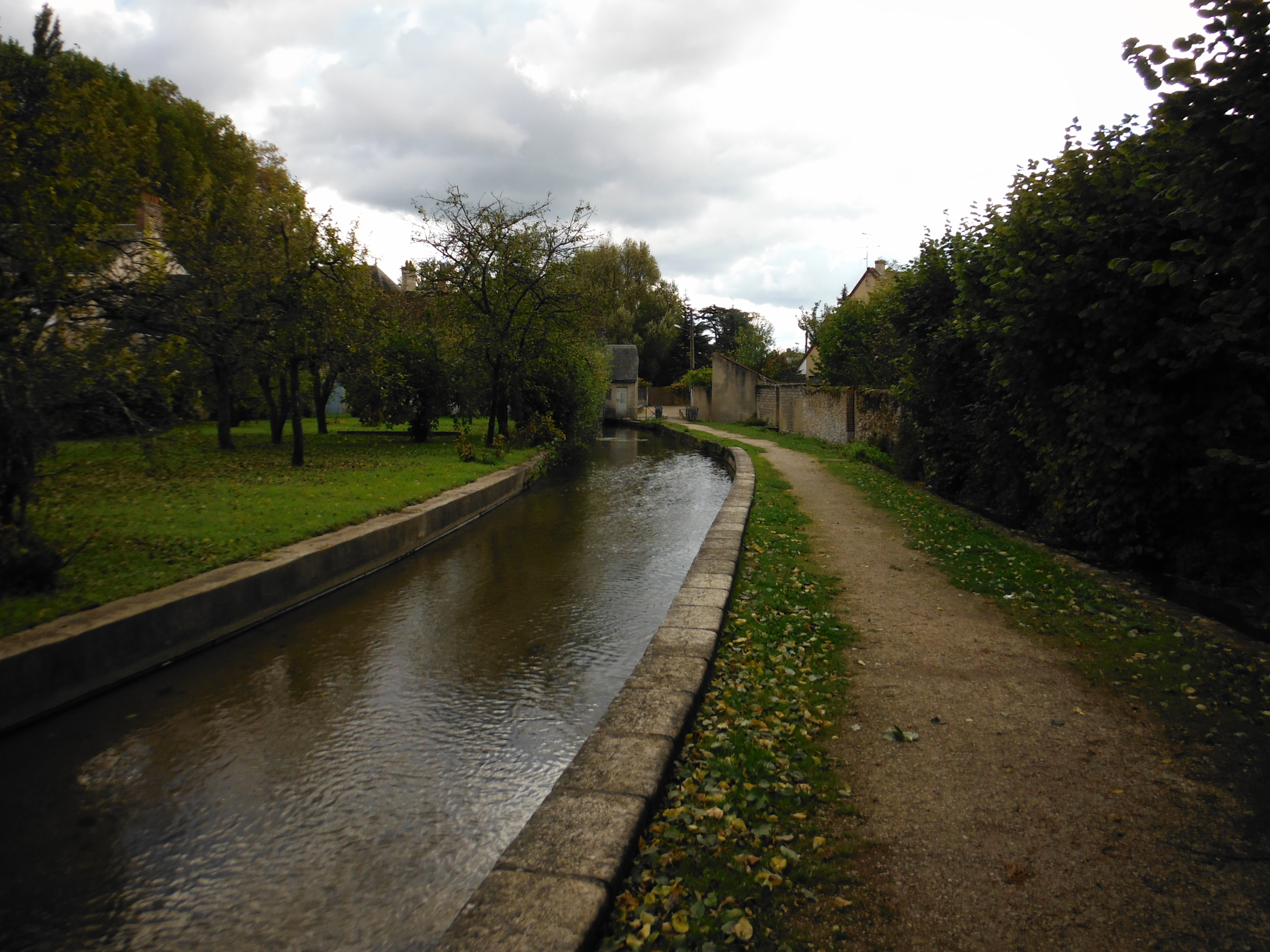
La Tronne

#### Patrimoine culturel
- Cinémobile.
- Musée de la Corbillière : musée d'histoire locale. Il fait partie du label Musée de France.
- Bourse Horlogère : organisée par l'Association Française des Amateurs d'Horlogerie Ancienne, le dernier week-end de mars (week-end de passage à l'heure d'été) sous la Halle ; c'est le plus grand rassemblement de France autour de l'horlogerie ancienne.
- Salon des vins Vinymer : salon des vins de Loire qui se tient le premier week-end de septembre sous la Halle.
- Salon du reptile fin septembre, sous la Halle.
- Rencontres « Autour du jouet », salon du jouet ancien, du modélisme : premier  week-end de novembre, sous la Halle.

#### Personnalités liées à la commune
- Alexandre Bigot, industriel du début du XXe siècle, connu pour ses grès, qui ont failli émailler les couloirs du métro parisien et ayant fait monter une usine d'émaillage à Aulnay (maintenant détruite).
- Coutisson des Bordes (1885-1949), peintre et aquarelliste français spécialiste du genre animalier, né à Mer.
- Célestin Jean Ponce Degoix dit Celestino Degoix (1825 - après 1885), photographe, né à Mer, actif à Gênes en Italie.
- Pierre Jurieu, né à Mer, pasteur et théologien protestant, à l'origine du courant protestant aux Pays-Bas.
- François Léon Lebrun (1731-1800), général de la Révolution française, né à Mer.
- Pierre Loison (1816-1886), sculpteur né à Mer.
- Le maréchal Maunoury, vainqueur de la bataille de la Marne, qui a terminé sa vie en sa propriété d'Herbilly (commune de Mer).
- Philippe-Émile Jullien (1845-1912), homme politique, né à Mer.
- John Storrs (en) (1885-1956), sculpteur américain, qui a vécu au château de Chantecaille.
- Sonia Bompastor (1980-), footballeuse, ancienne capitaine de l'équipe de France de football féminine et depuis 2009 au club du Paris Saint-Germain après un passage au Washington Freedom (Ligue américaine de football).

## Héraldique
|  | Les armoiries de Mer se blasonnent ainsi : D'azur aux trois tours d'argent maçonnées de sable. La ville a adopté les armes de la famille des anciens vicomtes de Pompadour, Madame de Pompadour étant propriétaire de Menars au XVIIIe siècle, et la seigneurie de Menars courant jusqu'à Mer, Maves, Averdon, Villebarou. |

La commune de Mer possède donc le même blason que la commune d'Arnac-Pompadour en Corrèze.

## En littérature
Le curé Lefebvre de Mer dans Louis Lambert, de Balzac, y est décrit comme un homme disposant d'une grande collection de livres (« deux à trois mille volumes » provenanr « des pillages faits pendant la révolution dans les abbayes et les châteaux voisins »).

## Pour approfondir